# 渡邉航貴
渡邉 航貴（わたなべ こうき、1999年1月29日 - ）は、日本の男子バドミントン選手。BIPROGY所属。日本ランクは最高1位。

## 経歴
姉の影響で4歳の頃からバドミントンを始める。
2015年の世界ジュニアバドミントン選手権大会では、準々決勝で後の世界選手権王者のロー・ケンユーを破るなどして銅メダルを獲得する。
2023年、スイス・オープンにて、準決勝でマレーシアのリー・ジージャと対戦しストレートで勝利。決勝では、世界ランク1位のビクター・アクセルセンを撃破して勝ち上がってきた台湾の周天成をフルセットで破り、世界ランクTOP10の格上の強敵を2人を倒して優勝。自身初のBWFワールドツアータイトル獲得となった。
11月の韓国マスターズでは、準々決勝と準決勝で、林俊易と王子維をそれぞれストレートで破り決勝に進出する。決勝では桃田賢斗に敗れ準優勝となった。
12月の全日本総合バドミントン選手権大会では、常山幹太など国内実力者を破り決勝に進出するも、桃田賢斗に敗れ準優勝となった。
2024年のカナダ・オープンでは、準々決勝で世界ランク6位の奈良岡功大を破るなどして優勝。ワールドツアー上位大会初タイトル獲得となった。
9月の中国オープンでは、1回戦で世界ランク3位のリー・ジージャに対して、21-15,21-2という圧倒的なスコア差で勝利した。
12月6日付の日本ランキングで1位を達成。